# Margret Ortstein
Margret Ortstein (* 20. Jahrhundert) ist eine deutsche Kommunalpolitikerin (Bündnis 90/Die Grünen) und ehemalige Bürgermeisterin der Stadt Aachen.

## Leben und Wirken
Die ausgebildete Grundschulpädagogin Margret Ortstein gehörte Anfang der 1980er Jahre zu den Gründungsmitgliedern der Partei Die Grünen für den Raum Aachen und wurde darüber hinaus in den ersten Vorstand der Partei gewählt. Bei der Kommunalwahl 1989 konnte die Partei und mit ihr auch Margret Ortstein erstmals in den Stadtrat einziehen. Hier gehörte sie unter anderem dem Hauptausschuss an. Bereits zwei Jahre später wurde sie für das Amt des zweiten Bürgermeisters gewählt, nachdem ihre Parteikollegin Stephanie Weis-Gerhardt von diesem Amt aus beruflichen Gründen zurückgetreten war. Bei der folgenden Kommunalwahl im Jahr 1994 konnte Ortstein diesen Erfolg wiederholen und wurde diesmal neben Ulrich Daldrup (CDU) und Astrid Ströbele (SPD) zur  dritten Bürgermeisterin der Stadt Aachen gewählt. Ein Schwerpunkt ihrer Arbeit war der Einsatz für Frauenrechte und sie unterstützte hierbei besonders das 3.-Weltforum in Aachen, welches sich verstärkt mit dem Thema Gewalt gegen Frauen beschäftigt. Darüber hinaus war sie als Vertreterin der Stadt Aachen im Direktorium des Karlspreises Aachen aktiv.
Nach dieser Legislaturperiode widmete sich Ortstein wieder verstärkt dem Schuldienst und übernahm 2003 die Schulleitung der GGS Schönforst in Aachen.  Am 1. August 2011 trat sie schließlich in den Ruhestand.